# Kassa Mbere
Kassa Mbere est un village du Cameroun situé dans le département du Djérem et la Région de l'Adamaoua. Il fait partie de la commune de Ngaoundal.

## Population
Lors du recensement de 2005, le village était habité par 356 personnes, 171 de sexe masculin et 185 de sexe féminin.